# Charlotte Maury-Sentier
Charlotte Maury-Sentier (née Michèle Bonnafoux) est une actrice française née à Paris le 8 décembre 1940 et morte dans cette même ville le 24 juillet 2019.

## Biographie
Elle commence sa carrière dès l'âge de 16 ans, d'abord dans la chanson puis évolue rapidement vers le théâtre et le cinéma.

## Filmographie partielle

### Cinéma
- 1974 : Nada de Claude Chabrol
- 1979 : Le Mors aux dents de Laurent Heynemann
- 1980 : Psy de Philippe de Broca
- 1981 : Il faut tuer Birgit Haas de Laurent Heynemann
- 1983 : Les Compères de Francis Veber
- 1983 : La scarlatine de Gabriel Aghion
- 1989 : La Vie et rien d'autre de Bertrand Tavernier
- 1991 : Le Coup suprême de Jean-Pierre Sentier
- 1993 : Toxic Affair de Philomène Esposito
- 1994 : Grosse fatigue de Michel Blanc
- 1996 : Golden Boy de Jean-Pierre Vergne
- 1996 : Love, etc. de Marion Vernoux
- 1998 : Belle Maman de Gabriel Aghion - La mère gynéco -Arena Films
- 1999 : Le Battement d'ailes du papillon de Laurent Firode-Les films des Tournelles
- 2000 : Les Acteurs de Bertrand Blier
- 2001 : Félix et Lola de Patrice Leconte
- 2007 : Two Days in Paris de Julie Delpy
- 2011 : Une nuit de Philippe Lefebvre - rôle de Tata Pim - Les films Manuel Munz

### Télévision
- 1978 : Les Cinq Dernières Minutes épisode Régis de Guy Lessertisseur : Mémaine
- 1979 : Messieurs les Jurés : L'Affaire Brouchaud de Nat Lilenstein
- 1980 : Les Mystères de Paris d'André Michel
- 1981 : Julien Fontanes, magistrat, épisode La Dernière Haie de François Dupont-Midi
- 1983 : Le Disparu du 7 octobre de Jacques Ertaud
- 1985 : Clémence Aletti de Peter Kassovitz (Série TV)
- 1988 : Les Enquêtes du commissaire Maigret : La morte qui assassina de Youri
- 1996 : Une mère comme on n'en fait plus de Jacques Renard
- 1998 : Les filles de Vincennes de Thierry Binisti - Chantal -Millésime productions
- 1998 : La petite fille en costume marin de Marc Rivière - Elodie Arene - Images & Cie
- 1998-2007 : PJ de Gérard Vergez - Telfrance & France 2
- 1999 : Mort d'un héros (Série Marc Eliot) de Williams Crepin - Eliane - Serial Producteurs & TF1
- 1999 : La crèche (épisodes 1 à 6) de Jacques Fansten - Diplo - Télécip & France 2
- 2000 : Central nuit de Didier Delaître - Gétévé & France 2 - 52'
- 2001 : Antidote "Docteur Cosma" de Franck Apprederis - La femme bien portante - Alya & France 3
- 2002 : Comment devient-on capitaliste ? de Christiane Spiero - Sylvie - King Moovies & France 3
- 2005 : Faites comme chez vous ! de Rendez-vous et Merlin Productions
- 2006 : Miss Harriet de Jacques Rouffio - Mère lecacheur - JM Productions & France 2
- 2007 : Rédemption "Cordier" de Gilles Béhat - Madame Berthier - Telfrance & TF1
- 2008 : Boubouroche de Laurent Heynemann - La caissière - JM Productions & France 2
- 2009 : Le vernis craque de Daniel Janneau
- 2010 : Tout est bon dans le cochon de David Delrieux
- 2011 : La Victoire au bout du bâton de Jean-Michel Verner - rôle de Yolande Alchimic - Films & France 3
- 2014 : Candice Renoir de Nicolas Picard-Dreyfus (épisode 24 saison 3) : boxeur de Lune pour France 2, rôle de Jacqueline

## Théâtre
- 1979 : L'Atelier de Jean-Claude Grumberg, mise en scène Maurice Bénichou, Jean-Claude Grumberg et Jacques Rosner, Théâtre de l'Odéon
- 1981 : Le jardin d'Eponine - Maria PACOME
- 1994 : Les Marchands de gloire de Marcel Pagnol et Paul Nivoix, mise en scène Jean-Louis Martinelli, Théâtre national de Strasbourg
- 1995 : Roberto Zucco de Bernard-Marie Koltès, mise en scène Jean-Louis Martinelli, Théâtre national de Strasbourg
- 1995 : L'Année des treize lunes de Rainer Werner Fassbinder, mise en scène Jean-Louis Martinelli, Théâtre national de Strasbourg
- 1996 : Roberto Zucco de Bernard-Marie Koltès, mise en scène Jean-Louis Martinelli, Théâtre Nanterre-Amandiers
- 1997 : Germania 3 d'Heiner Müller, mise en scène Jean-Louis Martinelli, Théâtre national de Strasbourg, Théâtre du Nord, Dramaten Stockholm
- 1998 : Germania 3 d'Heiner Müller, mise en scène Jean-Louis Martinelli, Théâtre national de la Colline
- 2001 : Catégorie 3 :1 (Lars Noren ), mise en scène Jean-Louis Martinelli, La femme & la femme sans abri - Théâtre des Amandiers à Nanterre & Tournée
- 2003 : Les Prétendants de Jean-Luc Lagarce, mise en scène Jean-Pierre Vincent, Théâtre national de la Colline
- 2007 : Histoire d’amour (Derniers Chapitres) de Jean-Luc Lagarce, mise en scène Guillaume Vincent, La Ferme de Bel Ébat, Ateliers Berthier
- 2015 : Anna Christie d'Eugène O'Neill, adaptation Jean-Claude Carrière, mise en scène Jean-Louis Martinelli, (avec Mélanie Thierry, Féodor Aktine,    Théâtre de l'Atelier